# Campionati europei di pugilato dilettanti femminili 2014
I Campionati europei di pugilato dilettanti femminili 2014 si sono tenuti a Bucarest, Romania, dal 31 maggio al 7 giugno 2014. È stata la 9ª edizione della competizione organizzata dall'organismo di governo europeo del pugilato dilettantistico, EUBC.

## Calendario
La tabella sottostante riporta il calendario delle competizioni.
| Mag | Giugno | Giugno | Giugno | Giugno | Giugno | Giugno | Giugno |
| 31  | 1      | 2      | 3      | 4      | 5      | 6      | 7      |
| 16  | 16     | 8      | 8      | QF     |        | SF     | F      |

|  | Sedicesimi, ottavi, quarti, semifinali |  | FINALI |

Il 5 giugno è stato osservato un giorno di riposo.

## Podi
| Specialità                 | Oro                 | Argento           | Bronzo                            |
| Pesi mosca leggeri (kg 48) | Steluta Duta        | Sevda Asenova     | Ayse Cagirir Annamarie Stark      |
| Pesi mosca (kg 51)         | Stojka Petrova      | Sayana Sagatayeva | Katalin Ancsin Vassilia Lkhadiri  |
| Pesi gallo (kg 54)         | Marzia Davide       | Ewelina Wicherska | Elena Savel'eva Marine Rostand    |
| Pesi piuma (kg 57)         | Zinaida Dobrynina   | Svetlana Kamenova | Alessia Mesiano Marina Malovana   |
| Pesi leggeri (kg 60)       | Katie Taylor        | Estelle Mossely   | Sofiјa Ochigava Denitsa Eliseyeva |
| Pesi superleggeri (kg 64)  | Anastasia Belyakova | Natasha Jonas     | Kinga Siwa Simona Sitar           |
| Pesi welter (kg 69)        | Elena Vystropova    | Stacey Copeland   | Mihaela Cristiana Claire Grace    |
| Pesi medi (kg 75)          | Nouchka Fontijn     | Sarah Scheurich   | Timea Nagy Leila Dzhavadova       |
| Pesi mediomassimi (kg 81)  | Liliya Durnyeva     | Florina Radu      | Anamarija Marsic Petra Szatmari   |
| Pesi massimi (kg 81+)      | Maria Kovacs        | Flavia Severin    | Emine Bozduman Luminita Turcin    |

## Medagliere
Nazione ospitante 
| Posiz. | Nazione     | Oro | Argento | Bronzo | Totale |
| ------ | ----------- | --- | ------- | ------ | ------ |
| 1      | Russia      | 2   | 1       | 2      | 5      |
| 2      | Bulgaria    | 1   | 2       | 1      | 4      |
| 3      | Romania     | 1   | 1       | 3      | 5      |
| 4      | Italia      | 1   | 1       | 1      | 3      |
| 5      | Ungheria    | 1   | 0       | 3      | 4      |
| 6      | Irlanda     | 1   | 0       | 1      | 2      |
| 6      | Azerbaigian | 1   | 0       | 1      | 2      |
| 6      | Ucraina     | 1   | 0       | 1      | 2      |
| 9      | Paesi Bassi | 1   | 0       | 0      | 1      |
| 10     | Inghilterra | 0   | 2       | 0      | 2      |
| 11     | Francia     | 0   | 1       | 2      | 3      |
| 12     | Germania    | 0   | 1       | 1      | 2      |
| 12     | Polonia     | 0   | 1       | 1      | 2      |
| 14     | Turchia     | 0   | 0       | 2      | 2      |
| 15     | Croazia     | 0   | 0       | 1      | 1      |
| Totale | Totale      | 10  | 10      | 20     | 40     |